# チンロンモン
チンロンモンはデジタルモンスターシリーズに登場する架空の生命体・デジタルモンスターの一種。

## 概要
D-3に初登場。その後、四聖獣で唯一デジモンアドベンチャー02に登場し、アニメに登場する四聖獣の中でも特に主人公たちの側よりのデジモンとしての地位を確立した。

## 種族としてのチンロンモン
デジタルワールドを守護する四聖獣と呼ばれるデジモンの一体であり、東方を守護する。他の四聖獣同様、輝く四つの眼を持ち、十二個の電脳核（デジコア）を周囲に浮かべている。その力は神に匹敵すると言われ、雷の力を操る。基本的に中立の存在で、よほどのことがない限りは、人間や弱者に味方をすることは無い。また、四大竜の一体にも数えられている。

### 基本データ
- 世代/究極体
- タイプ/聖竜型
- 属性/データ
- 必殺技/蒼雷
- 通常技/風絲華電
- 所属/四聖獣

### 亜種・関連種
- ミヒラモン
- アンティラモン
- マジラモン

## 登場人物としてのチンロンモン

### デジモンアドベンチャー02
声優は後に『デジモンクロスウォーズ』でスカルナイトモンおよびダークナイトモンを担当する小杉十郎太（日本語版）。『デジタルワールドを守護する力』である東方を守護する四聖獣の一体として登場。『光』と『希望』の力を持つ。デジモンアドベンチャーではダークマスターズ（小説版ではピエモンに封印されたと説明されている）により、子供たちがファイル島に呼び寄せられる少し前に封印されていた（小説版では封印された時期は子供たちがヴァンデモンを追って現実世界に一旦戻っていた時に変更されている）。2000年に8人の選ばれし子供たちの紋章により四聖獣たちが封印から解き放たれた際には、チンロンモンは『光』と『希望』の紋章の力により復活した。その後ゲンナイたちエージェントを配下として、現実世界のデジモンに関する情報をコントロールしていた。
2002年にはダークタワーの影響で四聖獣たちの力が弱まり、さらにチンロンモンに関係する重要ポイントであるホーリーストーンが破壊されたことで、デジタルワールドのバランスが崩れ、世界を守護する力が弱まった。周囲に浮かぶデジコアを使うことで、（パートナー）デジモンに力を与える能力を持つ。
ちなみに小説版によると、かつての選ばれし子供のパートナーデジモンが永い年月の果てに進化した存在とのこと。

### デジモンテイマーズ
声優は『アドベンチャー02』と同じく小杉十郎太（日本語版）。四聖獣の一体として登場。同じ四聖獣でも、デジモンの未来のために人間嫌いのスーツェーモンと違い、人間とデジモンの関わりにも寛容的。デ・リーパーの活性化を防ぐため、進化の光を生み出す『デジ・エンテレケイア』をデジタルワールドから無くすことを望み、その願いがクルモンを誕生させた。
本作品での四聖獣の位置づけは、デジタルワールドでもっとも進化した四体のデジモンであるとのこと。

### デジモンセイバーズ3D デジタルワールド危機イッパツ！
野生のデジモンとして登場。デジタルワールドの空中を浮遊していた。